# Sergej Ivanovič Vavilov
Sergej Ivanovič Vavilov (in russo Сергей Иванович Вавилов?; Mosca, 24 marzo 1891 – Mosca, 25 gennaio 1951) è stato un fisico sovietico.

## Biografia
Sergej Vavilov nacque a Mosca nel 1891 in una famiglia di mercanti e in un ambiente aperto alla cultura. Fin da bambino, insieme con il fratello maggiore Nikolaj, futuro celebre agronomo morto tragicamente in carcere nel 1943, poté esercitarsi in un piccolo laboratorio domestico.
Completò gli studi presso l'Università di Mosca nel 1914 e nello stesso anno fu chiamato al servizio militare. Partecipò al primo conflitto mondiale e, alla fine del 1917, fu preso prigioniero. Riuscito a fuggire, tornò a Mosca nel febbraio 1918. Il padre, avendo perduto tutti i suoi beni con la rivoluzione, decise di emigrare, ma Sergej e il fratello Nikolaj decisero di rimanere.
Dal 1918 al 1932 fu docente di fisica presso l'università della capitale sovietica. Direttore, dal 1932, dell'Istituto di fisica della Accademia delle Scienze dell'URSS fu presidente della stessa Accademia dal luglio del 1945 fino alla morte. Capo dell'Istituto di fisica Lebedev dal 1934, membro del Soviet Supremo dal 1946, vinse per quattro volte il Premio Stalin negli anni 1943, 1946, 1951 e 1952. Nel 1949 divenne redattore capo della Grande enciclopedia sovietica. Fondò la scuola sovietica di fisica ottica ed è noto per le sue ricerche sulla luminescenza.
Oltre che scienziato, fu anche un apprezzato storico della scienza. In tale veste scrisse varie biografie di grandi scienziati e pensatori quali Lucrezio, Galilei, Newton, Lomonosov, Faraday e altri.
Nel 1943, anno in cui riceveva il suo primo Premio Stalin, suo fratello Nikolaj, scienziato di fama mondiale, moriva per malnutrizione nel carcere di Saratov accusato di spionaggio e boicottaggio dell'agricoltura sovietica.
Morì a cinquantanove anni, nel 1951, nella capitale sovietica.

## Opere
- Soviet science: thirty years, Moscow, Foreign languages publishing house, 1948.
- The progress of soviet science, Moscow, Foreign languages publishing house, 1951.
- Lénine et les problèmes philosophiques de la physique, Moscou, Editions en langues étrangères, 1953.
- Isaac Newton, Torino, Einaudi, 1954.
- L'occhio e il sole, Milano, Feltrinelli, 1959.